# Kandelábr
Kandelábr, původně svícen (německy Kandelaber), je stojan pouličního osvětlovacího tělesa, obvykle kovový, případně z jiných materiálů. Někdy bývá zdoben. Typicky se vyskytuje na ulicích nebo na mostech.

## Historie
V češtině se výraz Kandelábr pro stojany veřejného osvětlení používal již v 19. století, zejména pro stojany osvětlení plynového. V moderní češtině je výraz vyhrazen především pro historické stojany.
Hotel Kandelábr se v 19. století říkalo pražským nočním nálevnám alkoholu pod širým nebem.

## Etymologie
Slovo kandelábr je odvozeno z latinského candela = svíčka, příp. candelabrum = svícen.

## Galerie

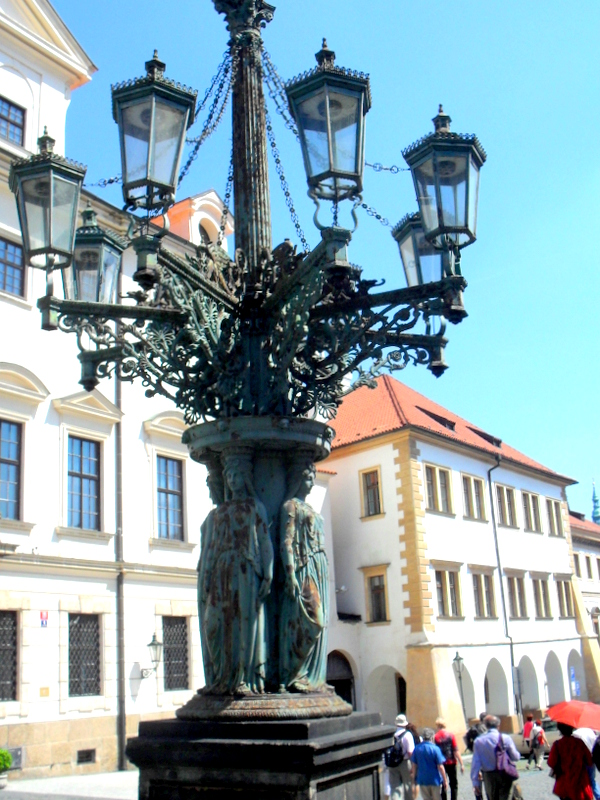
Litinový kandelábr v Praze na Hradčanech.
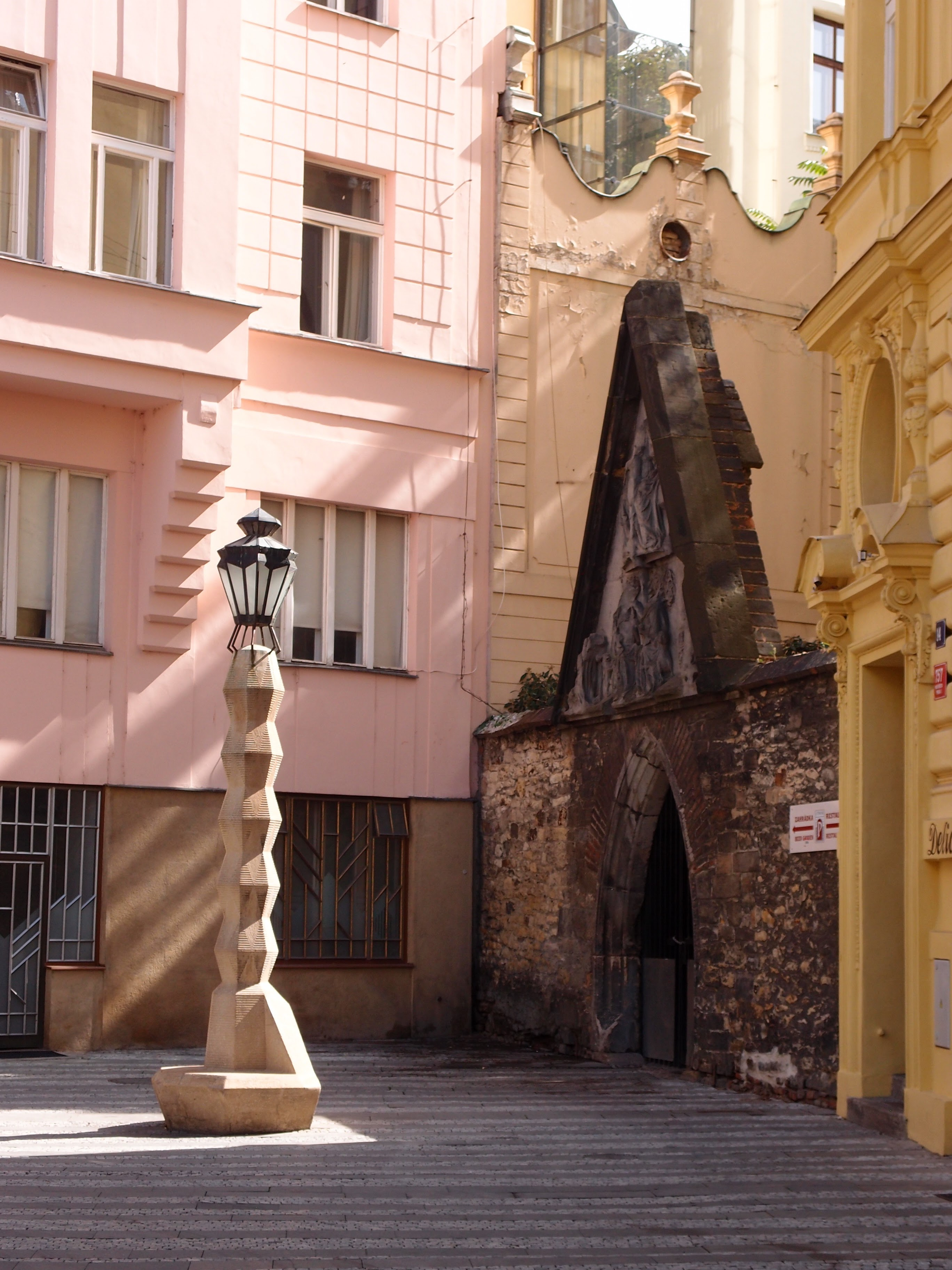
Kubistický kandelábr arch. Emila Králíčka na Jungmannově nám. v Praze.